# Shioli (cratère)
Shioli est un petit cratère d'impact lunaire situé dans le cratère Cyrillus, beaucoup plus grand, au nord de Mare Nectaris. Il s'agit d'un jeune cratère doté d'un structure rayonnée très visible.

## Nom
Le nom du cratère, proposé d'après le prénom féminin japonais, a été approuvé par l'UAI le 12 août 2019. Par ailleurs, en japonais, shioli (栞 (しおり), shiori) signifie « marque-page » ; ce nom a été choisi, dixit l'équipe de la mission SLIM (qui a atterri dans ce cratère), « dans l'espoir que SLIM soit un marque-page inséré à un tournant de l'histoire ».

## Exploration
Le site d'alunissage de l'atterrisseur japonais SLIM est situé dans le cratère, vers le bord est.

## Photos

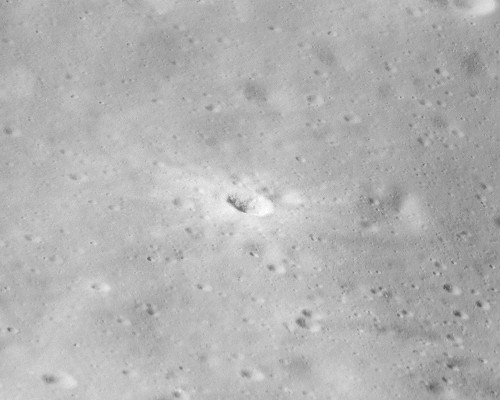
Image oblique d'Apollo 16, pointant vers le sud
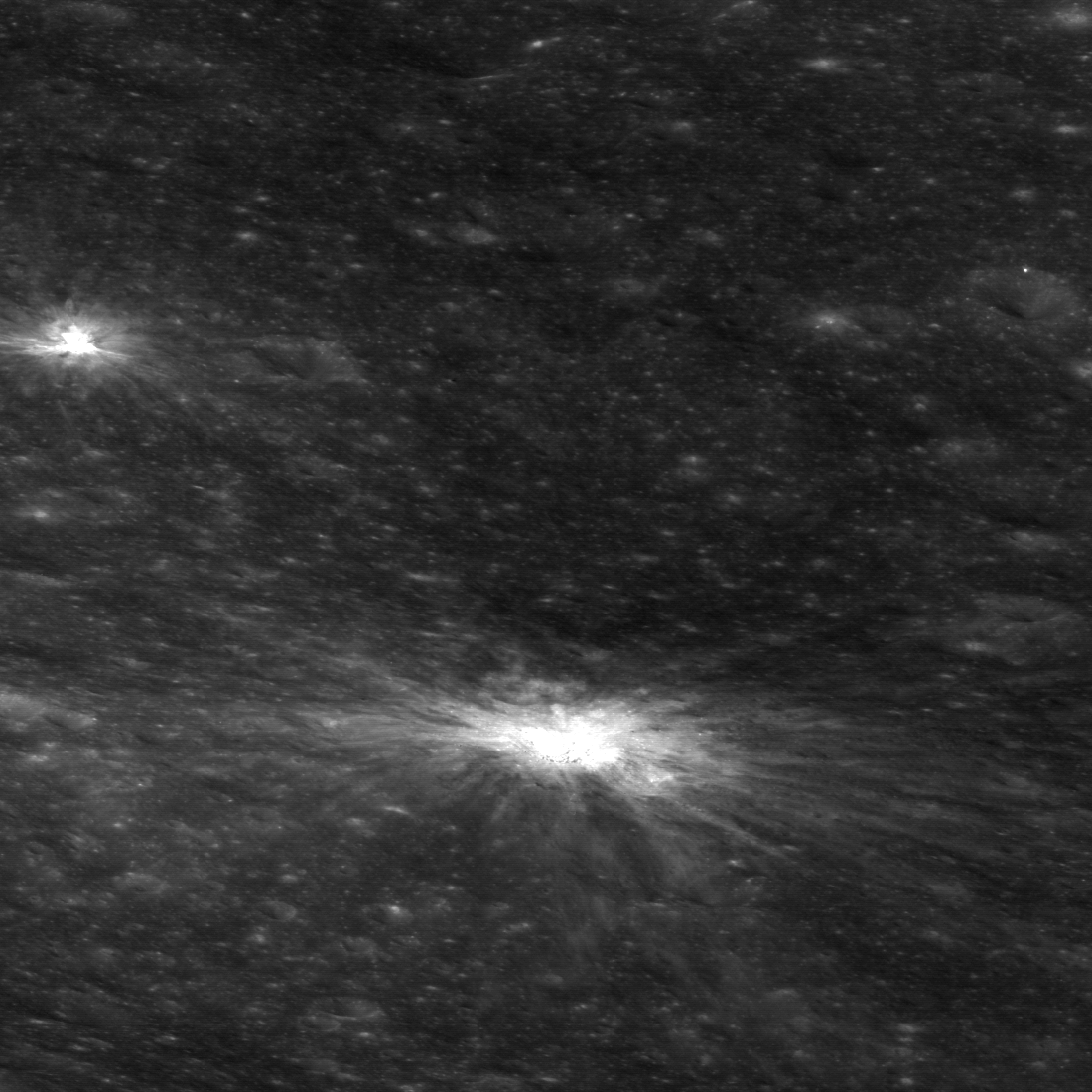
Une autre vue oblique par la sonde LRO, vers l'est